# Ferenc Molnár
Ferenc Molnár (Budapest, 1878 - Nova York, 1952). Novel·lista i dramaturg hongarès, de família jueva. Autor d'una quarantena d'obres de teatre.

## Obra dramàtica
- Az ördög (El diable) (1907)
- Liliom (1909)
- A Testőr (L'oficial de la guàrdia) (1910)
- A hattyú (El cigne) (1920)
- Játék a kastélyban (Joc al castell) (1926)

## Traduccions al català
- Una vegada era un llop. Traducció de Llorenç Rodellas. 1934
- La cuca de llum. Traducció de Llorenç Rodellas i Morales. 1934
- Olímpia. Traducció de Rafael Riba i Llorenç Rodellas. Es van fer diverses versions cinematogràfiques, com ara If the Emperor Only Knew That, també coneguda per la seva versió francesa Si l'empereur savait ça.
- Liliom. Traducció de l'hongarès d'Eloi Castelló. Adaptació de Carlota Subirós. Intèrprets: Lluís Soler, Alícia Pérez Borràs, Rosa Gàmiz, Pau Miró, Àngels Sànchez, Joan Raja, Paco Valls i Amanda Baqué. Escenografia d'Anna Alcubierre. Il·luminació de Luis Martí i Anna Alcubierre. Vestuari d'Eva Selma. Direcció de Carlota Subirós. Estrena a la Sala Beckett de Barcelona el 26 de febrer de 2003. El 2016, a causa del trasllat de la sala Beckett, a la seu de Poble Nou es va fer unes lectures d'èxits antics a l'antiga sala Beckett de Gràcia, entre ells Liliom amb el mateix repartiment que fa 13 anys.[1]

## Curiositats
L'escriptor hongarès i un amic havien aconseguit dues entrades de cortesia per a una obra de teatre que va resultar ser mediocre. Després de la primera escena, Molnár, es va aixecar per anar-se'n, però el seu company li va dir: "No ens en podem anar. Som convidats dels productors". Va fer un esforç i va asseure's de nou, però era insuportable i, al minut, es va tornar a aixecar. "I ara on vas, Ferenc?". "A la taquilla, a comprar dues entrades per poder anar-nos-en".